# Scotura caresa
Scotura caresa är en fjärilsart som beskrevs av Druce 1885. Scotura caresa ingår i släktet Scotura och familjen tandspinnare. Inga underarter finns listade.